# Xã Robinson, Quận Kidder, Bắc Dakota
Xã Robinson (tiếng Anh: Robinson Township) là một xã thuộc quận Kidder, tiểu bang Bắc Dakota, Hoa Kỳ. Năm 2010, dân số của xã này là 36 người.